# Sten Hagliden-priset
Sten Hagliden-priset var ett svenskt litteraturpris som utdelades av IOGT-NTO till någon som verkar i Sten Haglidens anda, vilket innebär "att ta fram det ringa, obetydliga och förbisedda i naturen eller människornas värld".

## Pristagare
- 1987 – Staffan Larsson
- 1988 – Anna Rydstedt
- 1989 – Majken Johansson
- 1990 – Urban Andersson
- 1991 – Bodil Lindfors
- 1992 – Matts Rying
- 1993 – Ingrid Arvidsson
- 1994 – Carl Magnus von Seth
- 1995 – Siv Arb
- 1996 – Carl-Erik af Geijerstam
- 1997 – Rut Hillarp
- 1998 – Lars Lundkvist
- 1999 – Marie Louise Ramnefalk
- 2000 – Karl-Gustaf Hildebrand
- 2001 – Margaretha Hernlund
- 2002 – Anders Johansson
- 2003 – Eva B. Magnusson
- 2004 – Björn Julén
- 2005 – Staffan Söderblom

### Fotnoter
1. ↑  ”Eva B Magnusson får IOGT-NTO-pris”. IOGT-NTO. Arkiverad från originalet den 15 juli 2012. https://archive.is/20120715135541/http://iogt.dev.sublime.se/Press/Pressmeddelanden/Eva-B-Magnusson-far-IOGT-NTO-pris/. Läst 9 juni 2012.